# Actinodontium dusenii
Actinodontium dusenii là một loài rêu trong họ Daltoniaceae. Loài này được Broth. mô tả khoa học đầu tiên năm 1897.